# Гарван (остров)
Вижте пояснителната страница за други значения на Гарван.
Остров Гарван (или Гаргалъка) е български дунавски остров, разположен от 406 до 408,3 км по течението на реката в Област Силистра, Община Ситово. Площта му е 1,1 km2, която му отрежда 21-во място по големина сред българските дунавски острови.
Островът се намира северно от блатото Лещава и западно от село Попина. Има елипсовидна форма с дължина 2,5 км и максимална ширина от 0,7 км. От българския бряг го отделя канал с минимална ширина от 100 м. На-голямата му надморска височина е 24 м и се намира в западната му част и представлява около 13 м денивелация над нивото на река Дунав. Изграден от речни наноси и е обрасъл предимно с топола. При високи дунавски води ниските му части се заливат. Има няколко масива с овощни градини (основно кайсии) и няколко стопански постройки (на югоизточния бряг). Северозападно от него се намира малкия остров Славянин, от който го отделя тесен воден ръкав.

## Топографска карта
- Лист от карта L-35-138. Мащаб: 1 : 100 000.